# Cabernet Sauvignon

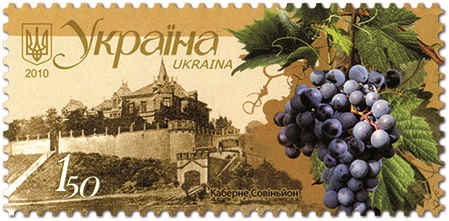
Selo ucraniano representando o cultivo de Cabernet Sauvignon no país

Cabernet sauvignon é uma casta de uvas da espécie Vitis vinifera a partir da qual é fabricado vinho. Originária da região de Bordeaux, no sudoeste da França, ela é a uva vinífera mais difundida no mundo, encontrando-se em todas as zonas temperadas e quentes. É conhecida como "a rainha das uvas tintas". É resultado do cruzamento entre as uvas cabernet franc e sauvignon blanc.
A variedade é bastante homogênea, com algumas diferenças na forma do bacelo e nas características típicas do vinho.
Caracteriza-se pelos taninos densos, cor profunda, complexos aromas de frutos tais como ameixa, cassis. Nos vinhedos mais quentes, revela traços de azeitona e amora silvestre, enquanto que, nos mais frios, aparecem traços de pimentão. É uma variedade bastante vigorosa e de frutificação médio-tardia, vegetação bastante ereta e entre nódulos médio-curtos.

## Castas derivadas
Embora não tão prolífica quanto a Pinot noir, nem tão utilizada no desenvolvimento de novas variedades, algumas castas foram desenvolvidas a partir da Cabernet Sauvignon, incluindo a Cienna australiana, criada a partir da união desta casta com a espanhola Sumoll e a francesa Marselan.

## Consumo
Por ser um vinho encorpado, a temperatura ideal para consumo de um vinho Cabernet Sauvignon varia entre 15 e 18 graus. Os vinhos desse tipo harmonizam bem com carnes gordurosas e molho encorpados. Prefira consumi-lo em taças próprias para vinho tinto.